# Aedes (geslacht)
Aedes is een geslacht van muggen uit de familie van de steekmuggen. De wetenschappelijke naam van het geslacht werd in 1818 gepubliceerd door Johann Wilhelm Meigen. Hij noemde Johann Centurius von Hoffmannsegg, in wiens verzameling de enige beschreven soort zich bevond, als de bedenker van de naam Aedes, van het Griekse ἀηδής, wat in het Nederlands "geen vreugde wekkend" of "onaangenaam" betekent. De soorten van dit geslacht komen oorspronkelijk voor in tropische en subtropische regio's, maar inmiddels heeft het zich met ten minste enkele soorten over de hele wereld, met uitzondering van Antarctica, verspreid. Verschillende soorten van dit geslacht fungeren als vector bij de verspreiding van ziekten. Het gaat hierbij om onder andere dengue, gele koorts, riftdalkoorts en Afrikaanse paardenpest.

## Verspreiding in de Lage Landen
In de Lage Landen komen vijftien Aedes-soorten voor, waarvan negen soorten inheems zijn:
- Aedes albopictus (Skuse, 1894) – Aziatische tijgermug
- Aedes atropalpus (Coquillett, 1902)
- Aedes cantans (Meigen, 1818)
- Aedes caspius (Pallas, 1771)
- Aedes cinereus Meigen, 1818
- Aedes communis (De Geer, 1776)
- Aedes detritus (Haliday, 1833)
- Aedes dorsalis (Meigen, 1830)
- Aedes excrucians (Walker, 1856)
- Aedes geminus Peus, 1970
- Aedes japonicus (Theobald, 1901) – Aziatische bosmug
- Aedes leucomelas (Meigen, 1804)
- Aedes riparius Dyar & Knab, 1907
- Aedes sticticus (Meigen, 1838)
- Aedes vexans (Meigen, 1830)

## Soorten waarover een artikel is
Het geslacht telt in de breedste opvatting bijna duizend soorten, en wordt in ongeveer vijfentwintig ondergeslachten opgedeeld, waarvan ten minste enkele, waaronder Ochlerotatus door sommige auteurs ook wel de status van zelfstandig geslacht krijgen toebedeeld. Hieronder een opsomming van de soorten waarover de encyclopedie een artikel heeft.
- Aedes aboriginis Dyar, 1917
- Aedes abserratus (Felt & Young, 1904)
- Aedes aegypti (Linnaeus, 1762) – Gelekoortsmug
- Aedes alexandrei Gornostaeva, 2005
- Aedes aloponotum Dyar, 1917
- Aedes atlanticus Dyar & Knab, 1906
- Aedes aurifer (Coquillett, 1903)
- Aedes bicristatus Thurman & Winkler, 1950
- Aedes bimaculatus (Coquillett, 1902)
- Aedes brelandi Zavortink, 1972
- Aedes burgeri Zavortink, 1972
- Aedes campestris Dyar & Knab, 1907
- Aedes canadensis (Theobald, 1901)
- Aedes cataphylla Dyar, 1916
- Aedes churchillensis Ellis & Brust, 1973
- Aedes cinereus Meigen, 1818
- Aedes clivis Lanzaro & Eldridge, 1992
- Aedes communis (De Geer, 1776)
- Aedes dahuricus Danilov, 1987v
- Aedes decticus Howard, Dyar & Knab, 1917
- Aedes deserticola Zavortink, 1969
- Aedes diantaeus Howard, Dyar & Knab, 1913
- Aedes dmitryi Gornostaeva, 2005
- Aedes dorsalis (Meigen, 1830)
- Aedes dupreei (Coquillett, 1904)
- Aedes epactius Dyar & Knab, 1908
- Aedes esoensis Yamada, 1921
- Aedes euedes Howard, Dyar & Knab, 1913
- Aedes excrucians (Walker, 1856)
- Aedes fitchii (Felt & Young, 1904)
- Aedes flavescens (Müller, 1764)
- Aedes fulvus (Wiedemann, 1828)
- Aedes geminus Peus, 1970
- Aedes grossbecki Dyar & Knab, 1906
- Aedes hendersoni Cockerell, 1918
- Aedes hexodontus (Dyar, 1916)
- Aedes impiger (Walker, 1848)
- Aedes implicatus Vockeroth, 1954
- Aedes increpitus Dyar, 1916
- Aedes infirmatus Dyar & Knab, 1906
- Aedes intrudens Dyar, 1919
- Aedes kolhapuriensis Sathe & Girhe, 2002
- Aedes kompi Vargas & Downs, 1950
- Aedes melanimon Dyar, 1924
- Aedes mercurator Dyar, 1920
- Aedes mitchellae (Dyar, 1905)
- Aedes monticola Belkin & McDonald, 1957
- Aedes mubiensis Luh & Shih, 1958
- Aedes muelleri Dyar, 1920
- Aedes nataliae Gornostaeva, 2005
- Aedes nevadensis Chapman & Barr, 1964
- Aedes nigripes (Zetterstedt, 1838)
- Aedes nigromaculis (Ludlow, 1906)
- Aedes niphadopsis Dyar & Knab, 1918
- Aedes panchgangee Sathe & Girhe, 2002
- Aedes pionips Dyar, 1919
- Aedes provocans (Walker, 1848)
- Aedes pullatus (Coquillett, 1904)
- Aedes punctodes Dyar, 1922
- Aedes punctor (Kirby, 1837)
- Aedes purpureipes Aitken, 1941
- Aedes rempeli Vockeroth, 1954
- Aedes riparius Dyar & Knab, 1907
- Aedes rossicus Dolbeskin, Gorickaja & Mitrofanova, 1930
- Aedes sangitee Sathe & Girhe, 2002
- Aedes sangiti Girhe & Sathe, 2001
- Aedes sasai Tanaka, Mizusawa & Saugstad, 1975
- Aedes scapularis (Rondani, 1848)
- Aedes schizopinax Dyar, 1929
- Aedes sierrensis (Ludlow, 1905)
- Aedes sollicitans (Walker, 1856)
- Aedes spencerii (Theobald, 1901)
- Aedes squamiger (Coquillett, 1902)
- Aedes stimulans (Walker, 1848)
- Aedes taeniorhynchus (Wiedemann, 1821)
- Aedes thelcter Dyar, 1918
- Aedes thibaulti Dyar & Knab, 1910
- Aedes togoi (Theobald, 1907)
- Aedes tormentor Dyar & Knab, 1906
- Aedes tortilis (Theobald, 1903)
- Aedes trivittatus (Coquillett, 1902)
- Aedes valeryi Gornostaeva, 2005
- Aedes varipalpus (Coquillett, 1902)
- Aedes ventrovittis Dyar, 1916
- Aedes vexans (Meigen, 1830)
- Aedes washinoi Lanzaro & Eldridge, 1992
- Aedes yamadai Sasa, Kano & Takahasi, 1950
- Aedes zoosophus Dyar & Knab, 1918